# Ghetto Dope
Ghetto Dope — дебютний студійний альбом американського реп-гурту 5th Ward Boyz, виданий 4 травня 1993 р. лейблами Rap-A-Lot Records та Priority Records. Виконавчі продюсери: Едвард Расселл, Джеймс Сміт, Дьюї Форкер. Арт-дирекція, дизайн: Лерой Робінсон-молодший. Фото: In a Flash Photography. Звукорежисер, мастеринг, зведення: Майк Дін. Мастеринг: Джон Моран. Зведення: Джон Байдо, N.O. Joe.

## Список пісень
1. «Intro» — 0:58
2. «Ho Shit» — 3:11
3. «Studio Gangster» (з участю Scarface) — 4:06
4. «Down Azz Zaggin» — 3:14
5. «Bitch Pleeze» — 3:55
6. «Bringing Hats» — 2:50
7. «5th of Ghetto» — 5:00
8. «Same Ol' Shit» — 3:11
9. «Blood, Sweat & Glory» — 2:55
10. «Gotta Be Down to Die» — 4:06
11. «Undercover Gangstas» (з участю Lil' J) — 4:06
12. «Ghetto Curse Words» — 2:11
13. «Punks and Guns» — 3:04
14. «Thanks for the Blessing» (з участю Bushwick Bill та Devin the Dude) — 4:23
15. «Outro» — 1:16

## Семпли
- «Bitch Pleeze»
  - «My Flame» у вик. Боббі Колдвелла
- «Ghetto Curse Words»
  - «Sir Nose D'Voidoffunk [Pay Attention — B3M]» у вик. Parliament
- «Gotta Be Down to Die»
  - «I'm Glad You're Mine» у вик. Ела Ґріна
- «Punks and Guns»
  - «Good Old Music» у вик. Funkadelic
- «Studio Gangster»
  - «Get Up and Get Down» у вик. The Dramatics
- «Thanks for the Blessing»
  - «That's the Way of the World» у вик. Earth, Wind & Fire
- «Blood, Sweat & Glory»
  - «Ashley's Roachclip» у вик. The Soul Searchers

## Чартові позиції
| Чарт (1993)               | Найвища позиція |
| ------------------------- | --------------- |
| США                       | 176             |
| US Top Heatseekers        | 26              |
| US Top R&B/Hip-Hop Albums | 19              |